# Partido Liberal (Argentina, 1852)
El Partido Liberal fue un partido político argentino, de la provincia de Buenos Aires, que existió entre 1852 y 1862. También suele llamárselo Partido de la Libertad. Surgió como una corriente opositora a Justo José de Urquiza y al Acuerdo de San Nicolás.
Entre sus dirigentes fundadores estaban Bartolomé Mitre, Valentín Alsina, Domingo Faustino Sarmiento, Dalmacio Vélez Sarsfield, Pastor Obligado y los hermanos Florencio Varela y Juan Cruz Varela. Años después durante la presidencia de Mitre y debido a su intento de federalizar la provincia de Buenos Aires se produce la división del partido, dejando así por un lado a quienes defendían la autonomía política, con Adolfo Alsina hijo de Valentín a la cabeza, quien forma el Partido Autonomista, y por otro a la tendencia mitrista, quien pasa a liderar el Partido Nacionalista.

## Historia

### Fundación
Después de la batalla de Caseros, los poderes provinciales fueron disueltos, y tanto los federales antirrosistas como los unitarios, quienes se adjudicaban los beneficios de la victoria, buscaban ganar espacios ante el vacío político. A su vez, en Buenos Aires, Urquiza había designado como gobernador provisorio a Vicente López y Planes, siendo Valentín Alsina uno de sus ministros de Gobierno. Frente a la caducidad de la legislatura de Rosas, se procedió a celebrar elecciones legislativas para conformar una nueva Sala de Representantes, presentándose dos listas: la amarilla, que representaba a los anti urquicistas (integrándola Vélez Sarsfield, Bartolomé Mitre, Pastor Obligado, entre otros) y la blanca que era respaldada por Urquiza y el ejército aliado. Resultó ampliamente vencedora la Lista Amarilla con 7.360 votos, contra los 3.348 votos que consiguió la Lista Blanca, resultado provocado por la animosidad que imperaba contra Urquiza en Buenos Aires, quien no era defendido ni por federales ni por unitarios. De esta manera, de los 46 diputados electos, sólo dos respondían al gobierno. Tras ello la Sala de Representantes eligió finalmente como gobernador a Vicente López, grato a los federales y apoyado por Urquiza. Esto sumado al desistimiento de su candidatura logró que Valentín Alsina, militante unitario, renunciara al ministerio siendo reemplazado por Juan María Gutiérrez.
En mayo de 1852, luego de que se celebrara el Acuerdo de San Nicolás el cual otorgó a Urquiza la suma de poderes nacionales, provinciales y las fuerzas militares de las provincias. Así mismo nombrado Director de la República Argentina, generó una reacción instantánea en Buenos Aires demostrando inmediatamente su repudio en los periódicos y la Legislatura porteña lo rechazó. En consecuencia, Vicente López (grato a los federales y apoyado por Urquiza) optó por renunciar a la gobernación de la provincia. Ello hizo que el director de la República disuelva la Sala de Representantes y asuma provisoriamente la gobernación, realizando como primera medida la clausura de periódicos opositores junto al arresto de Mitre, Vélez Sarsfield y Portela deportándolos a Montevideo. Luego repuso en el gobierno a Vicente López, quien no toleraría por mucho tiempo la situación y presentó nuevamente su renuncia en julio, hecho que provocó nuevamente la asunción provisoria de Urquiza en la gobernación.
El 31 de agosto de aquel año se celebraron las elecciones a constituyentes en Buenos Aires, resultando electos los únicos dos candidatos postulados: Salvador María del Carril y Eduardo Lahitte. Este hecho hizo debilitar políticamente a Urquiza quien por consiguiente decretó la amnistía a "todos los argentinos que por causas políticas hayan sido expulsados del país o se hallen fugitivos".
Al llegar a la provincia, el grupo de los exiliados encabezados por Mitre y Vélez Sarsfield inician la Revolución del 11 de septiembre que a su vez fue acompañada por Alsina. Tras su éxito consiguieron reponer la legislatura y establecer la separación de Buenos Aires a la confederación.

### Vida política
El Partido Liberal fue la principal agrupación política que se organizó en Buenos Aires creado a partir del deseo de liberar al país de gobernantes autoritarios y de un pueblo sometido. Aspiró al arraigue de la libertad y la democracia, tanto como para elegir a sus gobernantes y como para organizar las instituciones. Formaron el partido la burguesía porteña, algunos antiguos federales localistas (entre los cuales se encontraban ex unitarios convertidos al federalismo) y la mayoría de los exiliados que participaron en la Revolución. Entre ellos se destacaban Valentín Alsina, ex unitario de Rivadavia, quien se actuaba como jefe del partido, su hijo Adolfo Alsina quien comenzaba a calentar su talento oratorio inflamado por la flama de la acción política, Dalmacio Vélez Sarsfield, Domingo Faustino Sarmiento, el uruguayo Juan Carlos Gómez, Félix Frías, Luis Domínguez, entre otros; pero el más destacado fue el joven impetuoso y reflexivo Bartolomé Mitre, quien demostraba mayor equilibrio y capacidad. Siendo el liberal más consciente y constructivo, que empapó de su pensamiento a aquella Revolución del 11 de Septiembre y a su partido de un contenido nacional.
La defensa de los intereses de la Provincia había unido a rosistas y a exiliados, lo que no había podido lograr Urquiza. El símbolo de tal actitud fue el abrazo de Lorenzo Torres y Valentín Alsina, antes enemigos inconciliables, en el teatro Coliseo, el 18 de septiembre.
El 31 de octubre Buenos Aires constituyó un gobierno provisorio nombrando como gobernador a Valentín Alsina y como ministros de gobierno a Juan B. Peña y de Guerra a José María Flores, tenían como objetivo debilitar el poder de Urquiza en el resto del país e impedir la Convención Constituyente desconociendo todo acto emanado en el Congreso de Santa Fe. El 1 de diciembre el coronel Hilario Lagos, comandante general del departamento del centro de la provincia, inició una sublevación con el objetivo de derrocar al gobernador e introducir a Buenos Aires en la Confederación; que mediante un golpe de Estado finalmente logró provocar su renuncia, dejando así de lado también la jefatura del partido en manos de Mitre quién debido a su personalidad y entereza de carácter, dentro del partido, lo vieron capaz de resistir la presión y de dar soluciones nacionales a los problemas. En tanto, Urquiza que esperaba utilizar la diplomacia y la negociación antes que la fuerza se sintió sumamente molesto por esta situación; sin embargo, la ciudad de Buenos Aires fue sitiada por Lagos durante siete meses; luego las fuerzas sitiadoras se disolverían cuando los porteños ante estos hechos decidieron sobornarlos y abandonaron sus filas. Ante esto, Urquiza debió aceptar la mediación de diplomáticos extranjeros y abandonó el sitio el 13 de julio de 1853. El 24 de julio se elige un nuevo gobernador, Pastor Obligado, quien comienza por perseguir a los federales. Finalmente entre idas y vueltas, se llega a convenir la paz un 20 de diciembre de 1854.
A partir de 1856 Buenos Aires busca la incorporación de las provincias al mismo tiempo que estas anhelaban la reincorporación de aquel estado. Todos trabajaban por la unión nacional, pero fracasarían. En este clima de exaltación política se realizan los comicios para legisladores en Buenos Aires, en primer lugar los Reformistas incluyen a los ex rosistas federales que deciden no presentarse, mientras que los liberales producen su primera interna, dividiéndose en Progresistas (también llamados Pandilleros) y Conservadores (también llamados Chupandinos), los primeros querían un congreso con hombres nuevos, no aceptaban la fusión ni el diálogo con los federales a la vez que proclamaban por la guerra a las provincias, a Montevideo y al Brasil; mientras que los últimos liderados por Vélez Sarsfield, Sarmiento y Mitre, sostenían la unión nacional y la tolerancia por el adversario. La línea triunfante fue la Conservadora, que integró a varios Progresistas en su lista, por 4.046 votos sobre 1.401. Integrada una vez la nueva legislatura, Alsina es proclamado nuevamente gobernador.
Luego de que en el Partido Federal o Rusos, como también se los solían llamar, hayan surgido dos candidatos para la futura presidencia (Santiago Derqui, ministro del interior y Salvador María del Carril, vicepresidente) el congreso de la confederación y la legislatura de Buenos Aires declaró la guerra el 4 de junio de 1859, quedando triunfante el bando federal tras la Batalla de Cepeda, dado que obligaron a Mitre a retirarse. Esta retirada consiguió salvar a su división ya que por lo inmediato decidió regresar a defender Buenos Aires. Después de numerosas gestiones en donde el ministro de Paraguay, el Brigadier General Francisco Solano López, se había ofrecido como mediador, es aceptado, y debido a su imparcialidad, prudencia y tacto logra que ambas partes firmen un pacto de unión, llamado Pacto de San José de Flores, y que la provincia se incorpore a la nación. Mitre, que fue un factor fundamental en la batalla a pesar de haber resultado perdedor, pasó a ser un líder importante, esto obligó a que Alsina debido a su intemperancia renuncie al Partido Liberal o Aliados, como también se lo reconocía, y se expatriara a Montevideo con sus ideas.
En el partido existió una situación semejante. Un núcleo conformado por Adolfo Alsina, Juan Carlos Gómez y los hermanos Varela, se había originado, que inspirados por intereses locales, resistían a cualquier entendimiento con Urquiza, rechazaban la Constitución del 1853 y buscaban reorganizar el país bajo su dirección. Estos finalmente lograron ser dominados por el grupo más comprensivo quienes deseaban la paz y abandonar la lucha, dentro de los cuales estaban Mitre, Félix de la Peña, José Mármol y Vélez Sarsfield. "La paz honrosa antes que la mejor guerra", sostenía Mitre.
El 2 de marzo de 1860 es elegido Presidente de la Nación el cordobés Santiago Derqui con apoyo de Urquiza, mientras que meses más tardes, sin nadie que se le animase a la gobernación de Buenos Aires, Bartolomé Mitre, resultaría electo por una amplia mayoría de votos. Esto haría posibilitar las reformas de la Constitución que terminarían siendo aceptadas por la Convención Nacional y jurada por las catorce provincias.
La amistad entre los dirigentes no impidió que el Partido Liberal quisiera extender su influencia a las provincias, por lo que un choque violento se produjo en Cuyo en donde los liberales se propusieron apoderarse del Gobierno de San Juan. Estos trágicos hechos contribuyeron para que Rusos y Aliados se trabaran de nuevo en lucha. Derqui decidido a dominar Buenos Aires por la fuerza y con Urquiza otra vez en campaña, finalmente un 17 de septiembre los ejércitos se enfrentaron en Pavón siendo esta vez el general Mitre el vencedor; el cual se opuso a realizar una política de persecución y exterminio como le pedían sus partidarios e inició negociaciones con, El Libertador Urquiza, quien aceptó su plan para lograr la unidad nacional. Declaradas en receso las autoridades federales por el presidente Juan Esteban Pedernera, las provincias delegaron en el Gobernador de Buenos Aires las facultades del poder ejecutivo de la nación.

## Ideales
Mitre señala que el Partido de la Libertad entendido como continuación del Partido Unitario debe pensarse como inscrito en la historia nacional argentina, como parte de una tradición libertaria nacida en la emancipación rioplatense de 1810, con lo cual se demuestra a las claras que el liberalismo centralista es el sostenedor y representante del partido de mayo.

"Así como la revolución del 25 de Mayo fue el origen de la independencia, de la democracia y de la libertad; así la reacción de los caudillos fue el punto de partida de la
guerra civil. La bandera azul y blanca que enarbolaron los patriotas del gran partido de la libertad, fue el símbolo de la tradición de Mayo. El estandarte rojo, color de sangre, enarbolado por los caudillos federales, fue desde entonces el símbolo de la guerra civil, de la esclavitud y del degüello".
Los Debates, 26 y 27 de mayo de 1857

A su vez describe al partido como el heredero de la gesta de Moreno. Este es el programa político que propone el Partido de la Libertad:

- 1º) a la organización nacional por medio de un congreso constituyente;
- 2º) al establecimiento del sufragio directo universal, conquistado ya en la práctica;
- 3º) a la consolidación de la libertad de imprenta, poniéndosele por límite la inviolabilidad de la vida privada;
- 4º) a la conquista del derecho de reunión, que no es sino la libertad de la palabra hablada;
- 5º) a la realidad del sufragio por medio de la independencia del voto del ciudadano y la renovación periódica de los representantes elegidos por la voluntad de la mayoría;
- 6º) a la reforma de la ley de imprenta y de elecciones.

En una palabra, propenderemos al triunfo definitivo de la democracia que es el gobierno de todos y para todos.
Los Debates, 1 de abril de 1852

Mientras que respecto al ámbito económico, financiero y comercial, las vistas eran las siguientes:

- Libertad de comercio.
- Impuesto sobre el capital
- Establecimiento de una aduana federal.
- Igualación de las banderas.
- Libre navegación de los ríos.
- Depósito franco en los puertos mayores.
- Abolición del despacho forzoso de las mercaderías.
- Consolidación del crédito, reorganización del Banco, y conversión del papel moneda.

 Los Debates, 1 de abril de 1852

## Disolución
La Ley de Federalización impulsada por Mitre concluyó con la llamada Ley de Compromiso que permitió la federalización transitoria del municipio urbano porteño por el término de cinco años. Este hecho originó la división del partido entre Alsinistas y Mitristas. El sector liderado por Adolfo Alsina, contrario a la capitalización de Buenos Aires, formó el Partido Autonomista (crudos) y el dirigido por Mitre, el Partido Nacionalista (cocidos). El primer partido era acompañado por el Club de la Libertad y los periódicos "La Tribuna" y "El Nacional"; mientras que los segundos, crearon el Club del Pueblo y el diario "La Nación Argentina".
En la actualidad sigue existiendo en la provincia de Corrientes una agrupación política llamada Partido Liberal, la cual en cierta forma es la continuidad del Partido de la Libertad en aquella provincia.